# Seth Green
Seth Benjamin-Gesshel Green (Filadélfia, 8 de fevereiro de 1974) é um ator, dublador e produtor dos Estados Unidos.

## Filmografia
- 2019 - Changeland
- 2017 - Guardiões da Galáxia Vol. 2 (voz)
- 2014 - Guardiões da Galáxia (voz)
- 2011 - Marte Precisa de Mães (voz)
- 2010 - Surpresa em Dobro (Old Dogs)
- 2008 - Sex Drive
- 2006 - Electric Apricot
- 2005 - Amor Sob Medida (The Best Man)
- 2005 - Be cool - O outro nome do jogo (Be Cool)
- 2004 - Scooby-Doo 2 - Monstros à solta (Scooby-Doo 2: Monsters Unleashed)
- 2004 - Totalmente Sem Rumo (Without a Paddle)
- 2003 - Uma saída de mestre (The Italian Job)
- 2003 - Party monster (Party Monster)
- 2002 - Filhos da máfia (Knockaround Guys)
- 2002 - Austin Powers em o Homem do Membro de Ouro (Austin Powers in Goldmember)
- 2001 - Rock Star 101
- 2001 - Tá todo mundo louco! (Rat Race)
- 2001 - Os queridinhos da América (America's Sweethearts)
- 2001 - Josie e as gatinhas (Josie and the Pussycats)
- 2001 - The Attic Expeditions
- 2001 - The Trumpet of the Swan (voz)
- 2000 - Diary of a Mad Freshman
- 1999 - Batman do Futuro - O filme (Batman Beyond: The Movie) (voz)
- 1999 - Austin Powers - O Espião "Bond" Cama (Austin Powers: The Spy Who Shagged Me)
- 1999 - A mão assassina (The Idle Hands)
- 1999 - Stonebrook
- 1998 - Inimigo do estado (Enemy of the State)
- 1998 - Mal posso esperar (Can't Hardly Wait)
- 1997 a 1999 - Buffy, a Caça-Vampiros (TV - créditos principais a partir da terceira temporada) (Buffy the Vampire Slayer)
- 1997 - Austin Powers - Um Agente Nada Discreto (Austin Powers: International Man of Mystery)
- 1997 - Boys Life 2 (curta - Nunzio's Second Cousin)
- 1996 - Para Gillian no seu aniversário (To Gillian on Her 37th Birthday)
- 1995 - Real Ghosts (TV)
- 1995 - A cor da fúria (White Man's Burden)
- 1995 - Notes from Underground
- 1993 - The Double 0 Kid
- 1993 - Ticks - O ataque (Ticks)
- 1993 - The Day My Parents Ran Away (TV)
- 1993 - Manobra super radical (Airborne)
- 1992 - Buffy, a Caça-Vampiros (filme - não creditado) (Buffy - the Vampire Slayer)
- 1991 - Our Shining Moment (TV)
- 1990 - Um adolescente em apuros (Missing Parents)
- 1990 - It - Uma obra-prima do medo (It) (TV)
- 1990 - Um som diferente (Pump Up the Volume)
- 1988 - Minha noiva é uma extra-terrestre (My Stepmother Is an Alien)
- 1988 - Divided We Stand (TV)
- 1988 - Cuidado com as gêmeas (Big Business)
- 1987 - Action Family (TV)
- 1987 - Charlie's Christmas Secret
- 1987 - Namorada de aluguel (Can't Buy Me Love)
- 1987 - A era do rádio (Radio Days)
- 1986 - Willy Milly (Willy/Milly)
- 1984 - Billions for Boris
- 1984 - The Hotel New Hampshire

## Séries de televisão
- Rise of the Teenage Mutant Ninja Turtles (2018-2020) Seth Green fez a voz do Loathsome Leonard em 2020.
- Crazy Ex-Girlfriend (2015-2019) Seth Green interpreta Patrick, o entregador.
- Dads (2013) Seth Green interpreta o personagem Eli na sitcom.
- Teenage Mutant Ninja Turtles (2012-2017) Seth Green fez a terceira voz do Leonardo de 2015 à 2017 quando a série chegou ao fim.
- WWE (2009) Seth Green fez uma Participação Especial no RAW de 13 de julho de 2009.
- How I Met Your Mother (2012) Participação especial como Daryl amigo de Marshall e Lily.
- Heroes (2008)
- Grey's Anatomy (2007)
- Robot Chicken (2005-atualmente)
- Family Guy (1999-atualmente)
- Ned's Declassified School Survival Guide (2006)
- Entourage (2006)
- Four Kings (2006)
- American Dad! (2005)
- Will & Grace (2005)
- Mad TV (2000-2005)
- Sesame Street (2004)
- Crank Yankers (2004)
- That '70s Show (2003-2004)
- Married to the Kellys (2004)
- Whatever Happened to Robot Jones? (2002)
- Greg the Bunny (2002)
- 100 Deeds for Eddie McDowd (1999-2000)
- Buffy the Vampire Slayer (1997-2000)
- Batman Beyond (1999-2000)
- Angel (1999)
- Cybill (1998)
- Temporarily Yours (1997)
- The Drew Carey Show (1997)
- Mad About You (1997)
- Pearl (1997)
- Something So Right (1996)
- Step by Step (1995)
- Weird Science (1994)
- The Byrds of Paradise (1994)
- SeaQuest 2032 (1993)
- Arquivo X (1993) Seth Green Fez uma Participação Especial em Arquivo X Apareceu no Episódio A Verdade Está Lá Fora (Deep Throat) da Primeira Temporada.
- Beverly Hills, 90210 (1993)
- The Adventures of Batman & Robin (1992)
- The Wonder Years (1992)
- Evening Shade (1992)
- Good & Evil (1991)
- Life Goes On (1990)
- Mr. Belvedere (1989)
- Free Spirit (1989)
- The Facts of Life (1988)
- The Comic Strip (1987)
- Spenser: For Hire (1986)
- Amazing Stories (série de TV) (1986)
- Tales from the Darkside (1985)
- ABC Afterschool Specials (1985)
- Young People's Specials (1984)

## Curiosidades
- O ator e colega de elenco do filme IT, Jonathan Brandis também esteve no seriado "SeaQuest DSV" (1993), onde Seth Green fez algumas participações e o apelido de Green era "Wolfman".
- No filme IT, o personagem de Seth Green vê "A Coisa" em forma de lobisomem. Anos depois na série Buffy the Vampire Slayer, o personagem de Seth se transformava em lobisomem.
- O ator aparece no clipe Dance Dance, This Ain't A Scene, It's An Arms Race e faz uma participação especial na música I Don't Care do cd Welcome to the New Administration da banda Fall Out Boy
- O ator também participou de cenas para o jogo "Make My Video: Marky Mark and the Funky Bunch" para a plataforma Sega CD em 1992, jogo que estrelava Mark Wahlberg em sua carreira como rapper.
- E também aparece no clipe Geek and Gamer Girls, cantando a parodia a música da Katy Perry California Girls